# Andrzej Wójtowicz
Andrzej Wójtowicz (* 1940) ist ein polnischer lutherischer Theologe und Direktor des Polnischen Ökumenischen Rates.

## Wirken
Als Beauftragter für die ökumenische Zusammenarbeit der Kirchen betätigt er sich bei der Herstellung von Gesprächen und Absprachen unter den verschiedenen Konfessionen des Landes, besonders zwischen der katholischen Kirche und den kleineren orthodoxen und protestantischen Konfessionen. Zugleich nimmt er die Vertretung der im Rat zusammengeschlossenen nicht-katholischen Kirchen und Gemeinschaften gegenüber den weltweiten Kirchenbünden wahr.
Wójtowicz erklärte 2006 seine Unterstützung für das Vorhaben eines „Vereins für Völkerverständigung mit Mittel-, Süd- und Osteuropa e.V.“, der die an polnischen Zivilisten begangenen Verbrechen der deutschen Wehrmacht während des Zweiten Weltkrieges der deutschen Bevölkerung bekannt machen will.
Andrzej Wójtowicz war Mitglied der Christlichen Friedenskonferenz und Teilnehmer der IV. Allchristlichen Friedensversammlung 1971 in Prag.

## Veröffentlichungen
- Versöhnungsaufgaben der Kirchen in dem Einigungsprozeß Europas, in: Wahrheit und Beliebigkeit, Arbeitsgemeinschaft christlicher Kirchen in der Schweiz, Davos 14. – 20. September 1998 (Sympozja 32) hg. v. P. Jaskóla, Opole 1999, 37–44[2]
- Życie wspólne. Bonhoeffer, Dietrich. - Kraków : Wydawn. Alleluja, 2001
- 50 [Fünfzig] Jahre nach Kriegsbeginn. Mülheim/Ruhr : Evang. Akad., 1989
- Die Rolle zentraleuropäischer Staaten in der Entspannungspolitik. Mülheim/Ruhr : Evang. Akad., 1988
- Neue Bäume pflanzen. Frankfurt am Main : Evangelisches Verlagswerk, 1984
- Remilitaryzacja Niemiec Zachodnich. Kamiński, Andrzej Józef. - Warszawa : Polski Inst. spraw międzynarodowych, Zakład zagadnień niemieckich